# MMORPG baseado em turno
Um MMORPG baseado em turno é um tipo de jogo eletrônico do gênero massively multiplayer online role-playing game (MMORPG) onde se utiliza um sistema de turnos na jogatina, ou seja, as ações do jogo são divididas em partes bem definidas chamadas turnos. É dado um tempo ao jogador para que ele decida qual ação tomar, havendo uma deparação entre o tempo da tomada de decisão e da ação em si.
Grande parte dos MMORPGs em turno são em formato texto, o modelo se popularizou através dos BBS, um exemplo de jogo nesse formato é o Kingdom of Loathing. Apesar disso, também existirem alguns MMORPGs gráficos com o recurso, exemplos incluem Atlantica Online, Dofus, Concerto Gate e Wonderland Online.